# 鬼鎮神社
鬼鎮神社（きぢんじんじゃ）は、埼玉県嵐山町にある神社。鬼を祀る神社は当神社を含め国内で数例となっている。

## 歴史
創建は、寿永元年（1182年）とされる。鎌倉幕府の有力御家人畠山重忠の居館菅谷館の北東方向にあたり、鬼門除けとして創建された。

## 節分
節分祭においては「福は内、鬼は内、悪魔外」と言いながら豆をまく。この悪魔とは、鬼以外の悪いものを指す。

## アクセス
東武東上線武蔵嵐山駅西口から徒歩約10分